# Marc-Henri Wajnberg

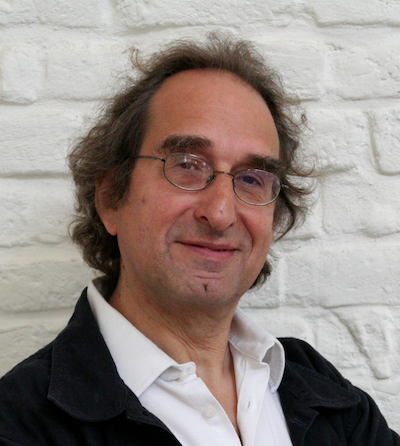
Marc-Henri Wajnberg

Marc-Henri Wajnberg (1953) is een Belgische acteur en regisseur. Hij werd vooral bekend doordat in 1993 zijn film Just Friends als Belgische inzending voor de Oscar werd gekozen.
Hij maakte reeds ruim 2700 kortfilms en documentaires. Waaronder de reeks "Clapman" die voornamelijk heel korte stukjes zijn als start of begin van een blok reclame of weer.

## Biografie
Hij studeerde film en regie aan het INSAS te Brussel
Tussen 1994 en 1995 volgde hij lessen aan de internationale filmschool (EICTV) te Havana.
In 2022 regisseerde Wajnberg de documentaire I Am Chance, over vier jonge meisjes die op straat leven in Kinshasa, Congo.

## Filmografie

### Acteur
- Bunker paradise (2005), de klant
- Ouf! (1994),
- Koko Flanel (1990), Frédérique
- Mama Dracula (1980), Vladimir

### Regisseur
- I Am Chance (2022)[1]
- Kinshasa Kids (2012)
- Oscar Niemeyer, un architecte engage dans le siècle (2000)
- Le Réveil (1995)
- Just friends (1993)
- Evgueni Khali, photographe sous Staline (1993)
- Mama Dracula, (1980)

### Producer
- Kinshasa Now[2] (2020), een VR-film over straatkinderen in Congo
- Le monastère de Benediktbeuern,Duitse documentaire (2004)
- De fem benspænd, documentaire (2003)
- Les thermes de Karlovy Vary, Tchéquie, documentaire (2003)
- La thune (1991)

## Erkentelijkheden
- 1994: Joseph Plateauprijs voor Beste Film voor Just Friends
- 1994: Joseph Plateauprijs voor Beste Regisseur voor Just Friends
- 2012: Speciale vermelding op het Festroia International Film Festival voor Kinshasa Kids
- 2012: Publieksprijs voor Beste Film op het Zagreb Film Festival voor Kinshasa Kids[3]
- 2014: Magritte Award voor Beste Montage voor Kinshasa Kids